# Mireia Miró Varela
Mireia Miró Varela, née le 31 juillet 1988 à Barcelone est une skieuse-alpiniste et une spécialiste de la course de fond.

## Championnats du monde de ski-alpinisme
| Épreuve / Édition         | Sprint                           | Individuel | Vertical Race | Longue Distance                  | Par équipe | Relais | Combiné |
| Mondiaux 2010 Grandvalira | Épreuve inexistante à cette date | -          | 4e            | Épreuve inexistante à cette date | 4e         | 4e     | ?       |
| Mondiaux 2011 Claut       | 6e                               | Or         | Or            | Épreuve inexistante à cette date | -          | Bronze | ?       |
| Mondiaux 2013 Pelvoux     | -                                | 4e         | Argent        | Épreuve inexistante à cette date | 4e         | 4e     | ?       |

Légende :
- : première place, médaille d'or
- : deuxième place, médaille d'argent
- : troisième place, médaille de bronze
- — : n'a pas participé à cette épreuve

## Pierra Menta
- 2010 :  2e (avec Laëtitia Roux)
- 2011 :  Vainqueur (avec Laëtitia Roux)
- 2013 :  Vainqueur (avec Laëtitia Roux)

## Trofeo Mezzalama
- 2011 :  2e (avec Laëtitia Roux et Nathalie Etzensperger)